# Santa Isabel Tlanepantla
Santa Isabel Tlanepantla är en kommunhuvudort i Mexiko.   Den ligger i kommunen Tlanepantla och delstaten Puebla, i den sydöstra delen av landet, 140 km öster om huvudstaden Mexico City. Santa Isabel Tlanepantla ligger 1 994 meter över havet och antalet invånare är 4 476.
Terrängen runt Santa Isabel Tlanepantla är platt åt nordost, men åt sydväst är den kuperad. Terrängen runt Santa Isabel Tlanepantla sluttar söderut. Runt Santa Isabel Tlanepantla är det ganska tätbefolkat, med 65 invånare per kvadratkilometer. Närmaste större samhälle är Tepeaca, 11,6 km norr om Santa Isabel Tlanepantla. Trakten runt Santa Isabel Tlanepantla består till största delen av jordbruksmark.